# Zhoř (Boêmia do Sul)
Zhoř é uma comuna checa localizada na região da Boêmia do Sul, distrito de Písek.